# کنسرت انگلیسی جنیفر لوپز و مارک آنتونی
کنسرت انگلیسی جنیفر لوپز و مارک آنتونی (به انگلیسی: Jennifer Lopez and Marc Anthony en Concierto) تور کنسرتی مشترک توسط جنیفر لوپز و مارک آنتونی بود. این تور در ۲۸ سپتامبر ۲۰۰۷ شروع شد و در ۷ نوامبر ۲۰۰۷ به پایان رسید. این تور با درآمد ۱۳٫۸ میلیون دلار از ۱۷ اجرا، رتبهٔ ۵۹ام در «فهرست بهترین تورهای آمریکای شمالی» را به دست آورد.